# Enquidu

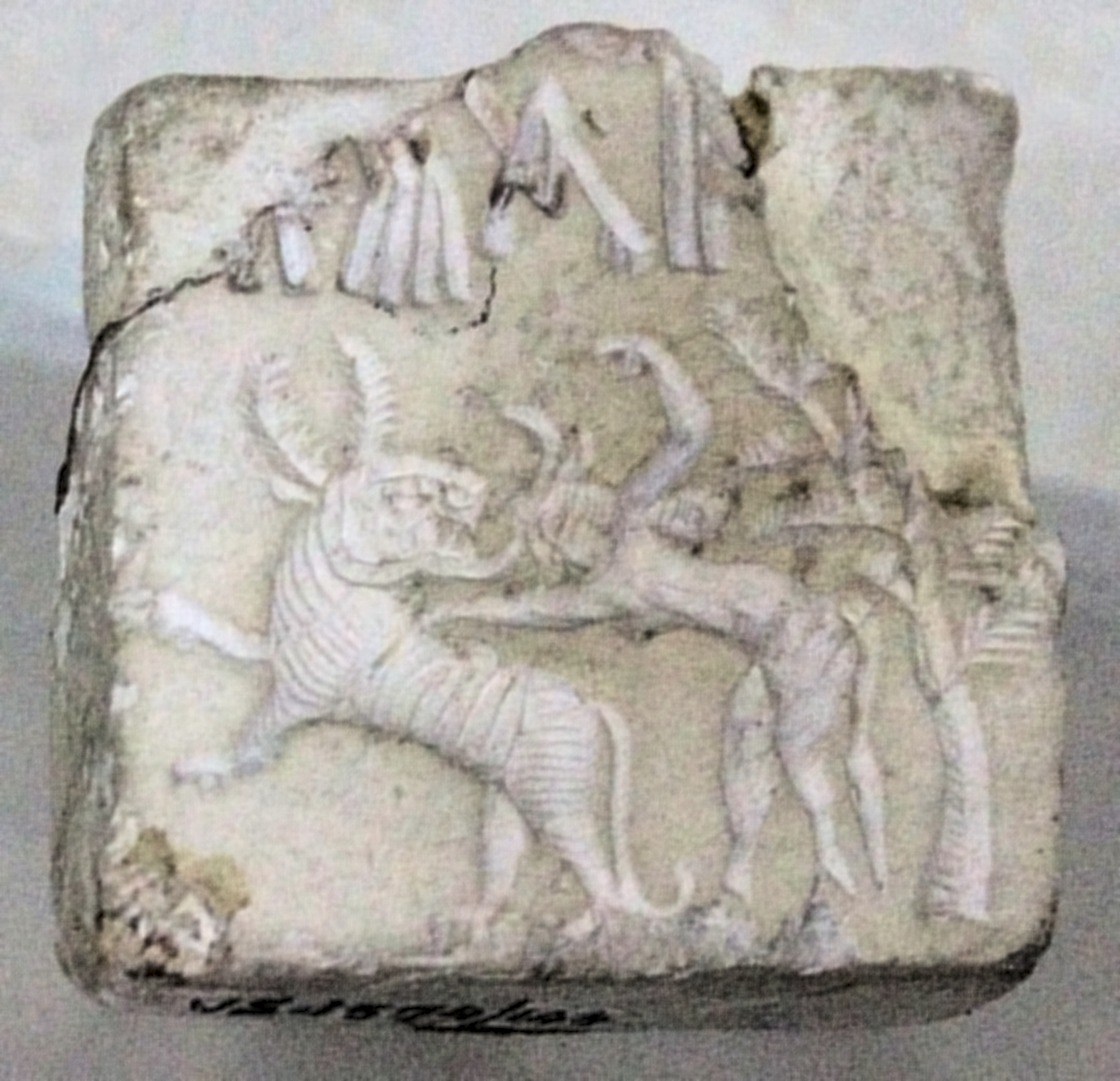
Cena de luta entre uma fera e um homem com chifres, cascos e cauda, que foi comparado ao homem-touro da Mesopotâmia, sugerindo relações indo-mesopotâmicas. Moenjodaro (selo 1357), Civilização do Vale do Indo.

Enquidu (em sumério: 𒂗𒆠𒆕; romaniz.: EN.KI.DU10; lit.  "criação de Enqui") foi uma figura lendária na antiga mitologia mesopotâmica, camarada de guerra e amigo de Gilgamés, rei de Uruque. Suas façanhas foram compostas em poemas sumérios e na Epopeia de Gilgamés, escrita durante o segundo milênio a.C.. Ele é a representação literária mais antiga do homem selvagem, um motivo recorrente nas representações artísticas na Mesopotâmia e na literatura do Antigo Oriente Próximo. A aparição de Enquidu como um homem primitivo parece ser uma inovação da versão Antiga Babilônia (1300–1000 a.C.), visto que ele era originalmente um servo-guerreiro nos poemas sumérios.
Tem havido sugestões de que ele pode ser o "homem-touro" mostrado na arte mesopotâmica, tendo a cabeça, os braços e o corpo de um homem, e os chifres, orelhas, cauda e pernas de um touro. Posteriormente, uma série de interações com humanos e modos humanos o aproximam da civilização, culminando em uma luta corpo-a-corpo com Gilgamés, rei de Uruque. Enquidu incorpora o mundo selvagem ou natural. Embora igual a Gilgamés em força e porte, ele atua de algumas maneiras como uma antítese ao rei guerreiro culto e criado na cidade.[carece de fontes?]
Os contos da servidão de Enquidu são narrados em cinco poemas sumérios sobreviventes, evoluindo de um escravo a um camarada próximo pelo último poema, que descreve Enquidu como seu amigo. No épico, Enquidu é criado como rival do rei Gilgamés, que tiraniza seu povo, mas eles se tornam amigos e juntos matam o monstro Humbaba e o Touro do Céu; por causa disso, Enquidu é punido e morre, representando o poderoso herói que morre cedo. A perda profunda e trágica de Enquidu inspira profundamente em Gilgamés uma busca para escapar da morte obtendo a imortalidade divina.
Enquidu praticamente não existe fora das histórias relacionadas a Gilgamés. Pelo que sabemos, ele nunca foi um deus a ser adorado e está ausente das listas de divindades da antiga Mesopotâmia. Parece surgir em uma invocação da era paleobabilônica destinada a silenciar um bebê que chora, um texto que também evoca o fato de que Enquidu teria determinado a medição da passagem do tempo à noite, aparentemente em relação ao seu papel como guardião do rebanho à noite no épico.

## Etimologia
O nome de Enquidu é sumério e geralmente escrito em textos neste idioma pela sequência de sinais en.ki.du10. A frase ki.du10 (bom lugar) é bem atestada nos nomes pessoais da Dinastia Arcaica, e o nome en.ki.du10.ga (Senhor do bom lugar) é citado nas tábuas de Fara. A falta de genitivo ou de qualquer elemento gramatical era comum até o final do terceiro milênio. No entanto, uma tradução alternativa foi proposta como Criação de Enqui.
Na epopéia, seu nome é precedido pelo sinal determinante da divindade dingir 𒀭, o que significa que esse personagem foi considerado de essência divina.

## Poemas sumérios

### "Os enviados de Aga"
Uruque se recusa a participar da escavação de poços em benefício de Quis, cujo reino tinha a hegemonia da Suméria. Seu rei Aga submete a cidade a um cerco. Enquidu é enviado para preparar as armas e aguardar a ordem de Gilgamés. Após a batalha, Gilgamés derrota Aga e o faz retornar, derrotado e humilhado, a Quis.

### "O senhor a montanha do Vivente"

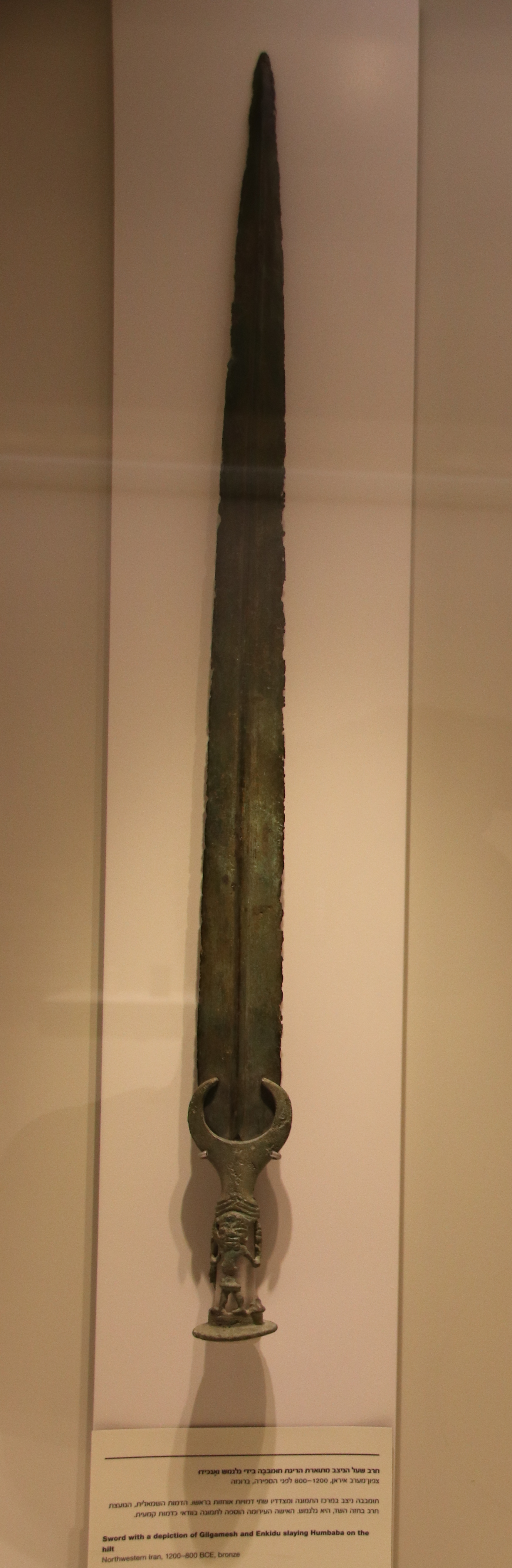
Espada de bronze com punho representando Gilgamés e Enquidu matando Humbaba.

Gilgamés, perturbado pela morte de seus súditos e pela brevidade da existência humana, decide renomear a si mesmo. O rei de Uruque e Enquidu faz uma expedição à Floresta dos Cedros, onde, com a bênção de Utu, eles atravessam sete montanhas. Enquidu avisa o rei que o monstro Humbaba habita a região montanhosa, armado por sete auras sobrenaturais. No entanto, Gilgamés não tem medo, seus cinquenta homens cortam as árvores, até que Humbaba apareça. Gilgamés oferece a ele sete presentes em troca de deixar suas sete auras, mas é uma armadilha. Ele ataca Humbaba várias vezes, que pede misericórdia. Gilgamés amolece seu coração, no entanto, Enquidu decapita o monstro. Enlil os repreende por sua morte e distribui as sete auras pelos campos, rios, canaviais, leões, palácio, floresta e Nungal, o que explicaria o medo e o fascínio que eles dão aos humanos.

### "Herói no campo de batalha"
Inana está furiosa com Gilgamés, ela o proíbe de administrar justiça em seu templo, o Eana, causando inquietação no ambiente do rei de Uruque. Finalmente, Inana exige, com ameaças, de seu pai, o Touro do Céu, que mate Gilgamés. O touro é solto em Uruque, cuja fome insaciável destrói plantações e rios. Enquidu agarra o touro pela cauda e Gilgamés esmaga sua cabeça. Por fim, eles distribuem a carne entre os pobres e transformam os chifres em copos para unguentos para os Eana.

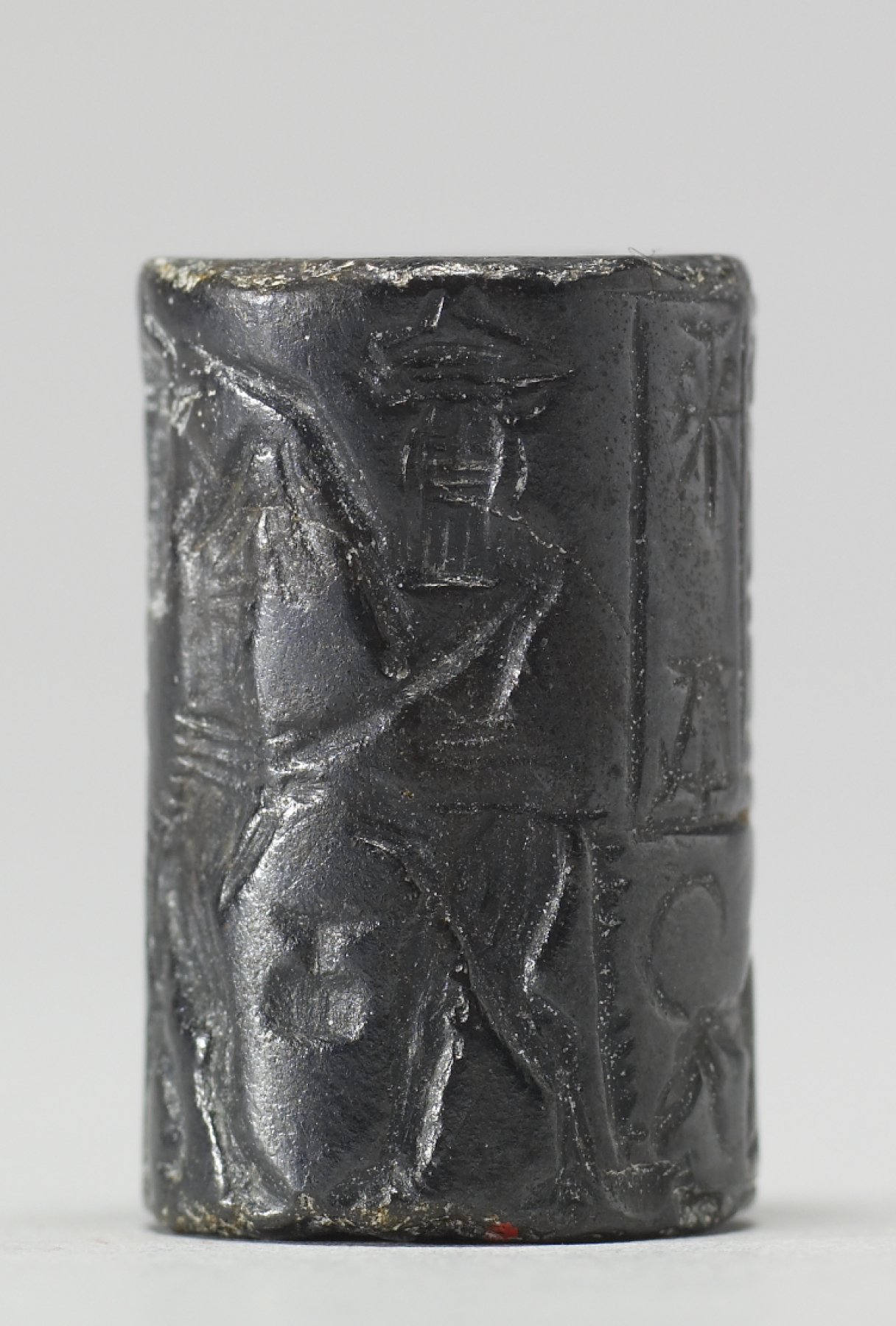
Selo cilíndrico com Enquidu vencendo o Touro do Céu - Walters 42786 - Lado G

### "Gilgamesh, Enquidu e o Submundo"
Um carvalho cresce nas margens do Eufrates, o vento sul o sopra e a deusa Inana o recolhe, plantando-o em seu jardim para usar sua madeira como trono. De repente, uma cobra se refugia entre suas raízes, uma águia gigante em seu topo e um demônio feminino entre elas. Inana pede ajuda a seu irmão Utu, em vão, e depois a Gilgamés. Ele corta a árvore, mata a serpente, expulsa a águia para a montanha e o diabo para o deserto. Inana dá a Gilgamés um tambor (elague) e baquetas (equidma), em algumas versões uma vara e um anel. Eventualmente, eles acabam caindo no Submundo. Enquidu se oferece para resgatá-los, mas não antes de receber explicações de Gilgamés sobre como se comportar no inferno, para não parecer vivo na residência dos mortos. Enquidu, entretanto, os ignora; consequentemente, Enquidu acaba sendo mantido para sempre no Submundo. As súplicas de Gilgamés aos deuses para libertá-lo, Enqui finalmente faz com que a sombra de Enquidu se levante para se reunir brevemente com Gilgamés. Este último interroga quem doravante chama de seu "amigo", o destino dos mortos, Enquidu responde a cada uma de suas perguntas. O texto está perdido aqui.

Você viu aquele que caiu na batalha?
Eu o vi [...] seu pai e sua mãe não estão ali para segurar sua cabeça, e sua esposa chora.

### "O grande touro selvagem está deitado"
Gilgamés está morrendo. Os deuses julgam suas façanhas, depois que sua posição como futuro juiz do submundo foi revelada a ele, ele oferece presentes e sacrifícios aos deuses. Então ele se consola com as palavras dos deuses; após a morte, ele se reunirá com sua família, seus sacerdotes, seus guerreiros e seu melhor amigo, Enquidu. Finalmente, ele morre.

## Épico de Gilgamés
O acádio epopéia de Gilgamesh é encontrado em várias versões, incluindo Superando todos os outros reis (c. 1800–1600 a.C.) e Aquele que viu a profunda (c. 1800–1600 a.C.), que foi compilado por Sinlequiunini de textos anteriores, mais tarde descobertos na Biblioteca de Assurbanípal em 1853.

### Criação de Enquidu
Gilgamés, rei de Uruque, abusa de seu povo. Em resposta às reclamações dos cidadãos, a deusa Aruru cria Enquidu na estepe. Abundantemente peludo e primitivo, ele vive perambulando com os rebanhos e pastando e bebendo dos rios com as feras. Um dia, um caçador observa Enquidu destruindo as armadilhas que preparou para os animais. O caçador informa seu pai, que o envia a Uruque para pedir ajuda a Gilgamés. O rei envia Samate, uma prostituta sagrada, que seduz e ensina Enquidu. Após duas semanas com ela, ele se torna palavras humanas, inteligentes e compreensivas, porém as feras fogem ao vê-lo. Samate convence Enquidu a enfrentar o tirano Gilgamés em combate. Enquanto isso, em Uruque, o rei tem dois sonhos profetizando a chegada de seu inimigo.

### Enquidu enfrenta Gilgamés
Enquidu aprende a se comportar como um homem com os pastores comendo, bebendo e defendendo-os de lobos e leões à noite. Ao chegar a Uruque, Enquidu fecha o caminho para Gilgamés, que iria dormir com um recém-casado. Enfurecidos, eles lutam brutalmente até que os dois acabem se cansando, mas no final ambos apreciam a força um do outro e decidem ser amigos. Enquidu está deprimido por ter abandonado sua antiga vida selvagem, à qual Gilgamés propõe uma expedição à Floresta de Cedros para matar Humbaba. Mas seu amigo explica que conheceu a floresta quando era um ser selvagem e que a expedição é perigosa. No final, Gilgamés decide marchar sem medo, a decisão é aclamada pelos cidadãos de Uruque, mas não pelos anciãos e conselheiros. Diante do desrespeito de Gilgamés, os anciãos encarregam Enquidu de proteger seu rei.
Quem segue em frente salva o camarada.
Quem conhece a rota protege o amigo.
Deixe Enquidu ir na sua frente; ele conhece o caminho para a floresta de cedros.

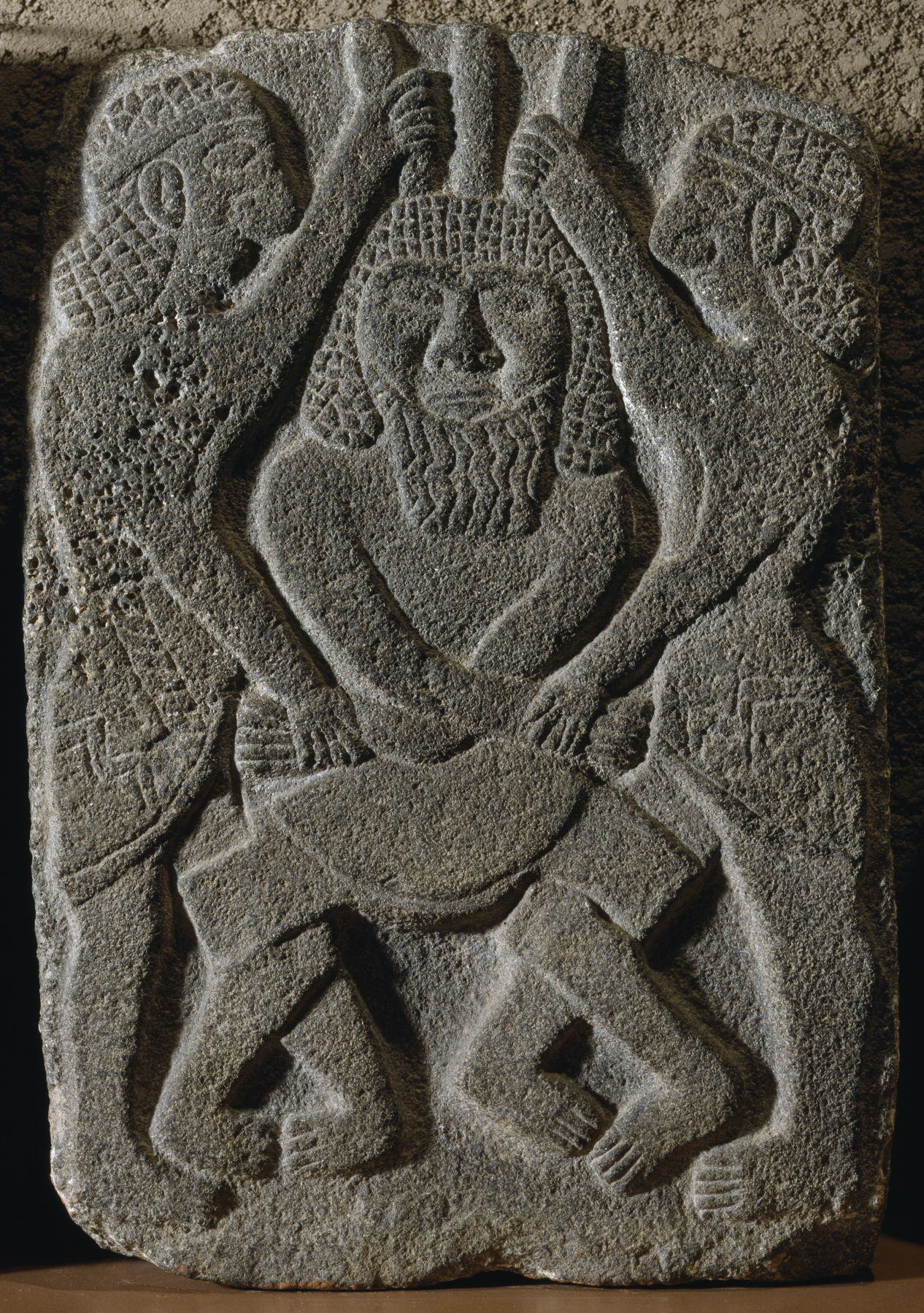
Relevo neohitita do rei Capara. Dois heróis imobilizam um inimigo barbudo, enquanto agarram seu cocar pontiagudo. O contexto pode estar relacionado ao épico de Gilgamés e exibir Gilgamés e Enquidu em sua luta com Humbaba.

Neste mesmo episódio a deusa Ninsuna adota Enquidu e também o encarrega de proteger o rei.

### A floresta de Humbaba
Ninsuna, a mãe de Gilgamés, adota Enquidu como seu filho e busca proteção do deus-sol Samas (o protetor da dinastia de Uruque). Gilgamés e Enquidu viajam para a Floresta de Cedros. Eles realizam um ritual de sonho em cada montanha que cruzam; embora os sonhos sejam representações de Humbaba (montanhas caindo, pássaro-trovão que cuspia fogo ...), Enquidu os interpreta como bons presságios. Na entrada da floresta eles ouvem o bramido terrível de Humbaba, que os aterroriza de medo. 

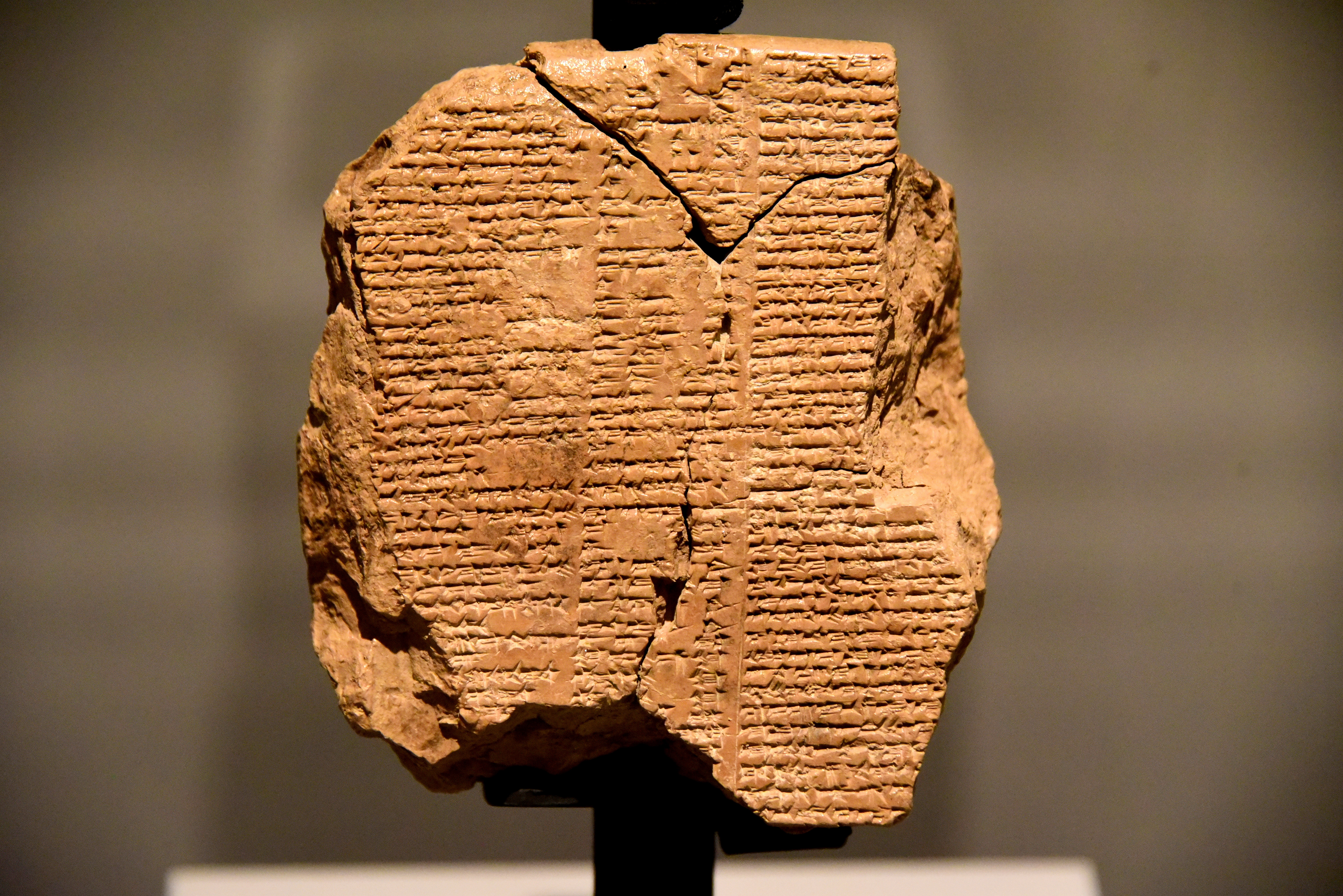
O recentemente descobriu a Tabuleta V da Epopéia de Gilgamés. Encontro com Humbaba na Floresta de Cedros.

Humbaba desce da montanha cara a cara com os dois heróis, acusa Enquidu de traição contra as feras e ameaça Gilgamés de estripá-lo e alimentar os pássaros com sua carne. Gilgamés fica apavorado, mas Enquidu o encoraja e a batalha começa. Primeiro, Gilgamés atinge Humbaba com tanta força que divide o Monte Hérmon em dois, e o céu escurece, e começa a “chover morte”. Samas amarra Humbaba com 13 ventos e ele é capturado. Humbaba implora por sua vida, oferece-o para ser seu escravo e cortar as árvores sagradas para ele. Gilgamés tem pena dele, mas Enkidu argumenta que sua morte estabelecerá sua reputação para sempre. Humbaba então amaldiçoa os dois heróis, mas eles o ferem, decapitando sua cabeça. Eles cortaram cedros e uma árvore gigantesca que Enquidu planeja usar como portão para o templo de Enlil. Eles voltam para casa ao longo do Eufrates com as árvores e a cabeça de Humbaba. 

### Sedução de Istar
A deusa Istar, fascinada pela beleza de Gilgamés, se oferece para ser sua esposa em troca de riqueza e fama; essas ofertas não influenciam Gilgamés, que relembra todas as desventuras que seus amores anteriores tiveram, como Tamuz.
Istar, furiosa e chorando, vai até seu pai Anu, para exigir que o Touro do Céu se vingue, ou ela gritará tão alto que os mortos vão devorar os vivos. Anu, com medo, dá a ela o Touro do Céu em troca de preparar comida para os sete anos de fome que a cidade vai sofrer com a destruição do touro. Istar obedece (ou mente) e solta o touro em Uruque, que mata uma grande porcentagem de pessoas. Enquidu agarra o touro pelos chifres e Gilgamés esfaqueia seu pescoço. Ao ouvir o grito de Istar, Enquidu ridiculariza a deusa jogando uma perna de touro em sua cabeça. A cidade prepara uma grande festa à noite.

### A morte de Enquidu
Enquidu tem um sonho em que os deuses decidem que os heróis devem morrer, pois mataram Humbaba e o Touro do Paraíso. Samash protesta contra a decisão, mas isso não muda nada, e Enquidu é condenado à morte. Isso faz com que Enquidu amaldiçoe a porta que construiu com a madeira da floresta e Samate, por ter mudado sua vida selvagem. No entanto, ele se arrepende e a abençoa. Ele discute seus pesadelos com Gilgamés sobre testemunhar antes de Eresquigal, a rainha do submundo. Depois disso, doente e acamado por doze dias, ele pede a Gilgamés que não o esqueça. Finalmente, ele morre.
Gilgamés chama as montanhas e toda Uruque para lamentar por seu amigo. Ele relembra suas aventuras juntos, faz uma estátua funerária de Enquidu e fornece presentes para o túmulo, para que Enquidu tenha uma vida favorável no reino dos mortos. Enquidu está enterrado no rio, como Gilgamés no poema sumério.

### Enquidu desce ao submundo
Há outra tabuinha não canônica na qual Enquidu viaja ao submundo, mas muitos estudiosos consideram a tabuleta uma sequência ou um complemento do épico original inspirado no poema sumeriano Gilgamés, Enquidu e o Submundo.